# Twinky
Twinky, també comercialitzada sota els títols Lola o London Affair, és una pel·lícula dirigida per Richard Donner, i protagonitzada per Charles Bronson i Susan George. Va ser escrita per Norman Thaddeus Vane. Fou estrenada el 1970.

## Argument
Un guionista de cinema pornogràfic a la cinquantena s'enamora d'una jove de 16 anys. Al començament a ningú no sembla molestar-li, però quan la parella decideix traslladar-se als Estats Units, comencen una multitud d'aventures.